# Chaldejská katolická církev

Pečeť babylonského patriarchy

Chaldejská katolická církev (syrsko-aramejsky ܥܕܬܐ ܟܠܕܝܬܐ ܩܬܘܠܝܩܝܬܐ; ʿītha kaldetha qāthuliqetha) je jedna z východních katolických církví, která používá chaldejský (východosyrský) ritus. Je ve společenství s římskokatolickou církví. Liturgickým jazykem církve je syrština. V jejím čele stojí patriarcha Babylonu Chaldejců. Počet věřících stoupá, celosvětově má: 2010 – 490 370 věřících, 2013 – 536 520, 2014 – 536 680, 2015 – 602 050, 2016 – 640 830 a 2017 – 628 400 věřících (statistika: Viz www.cnewa.org/. Chaldea bylo označení pro jižní část Babylonie, která se osamostatnila.

## Historie
Podle legendy založil původní asyrskou církev v roce 52 apoštol sv.Tomáš. Po Efezském koncilu roku 431 se asyrská církev oddělila od ortodoxní církve (tehdy též zvaná perská orientální církev) a od 17. století je katolickou církví, ovšem s vlastní církevní hierarchií. Již od 13. stol. působili mezi věřícími Asyrské církve Východu katoličtí misionáři, hlavně dominikáni a františkáni. Výsledkem byla řada individuálních konverzí biskupů a krátce trvajících unií s Římem, ale žádná trvalá unie a to celé církve nevznikla. V polovině 15. stol. začala v Asyrské církvi Východu tradice dědičné posloupnosti patriarchů od strýce k synovci. Výsledkem bylo, že jedna rodina ovládala celou církev a nezletilí synovci byli voleni na patriarchální stolec. Tento nepotismus byl částí biskupů a kněží trvale kritizován.Když byl opět takový patriarcha zvolen v r.1552, skupina biskupů jej odmítla uznat a hledala spojení s Římem. Vybrala Yuhanana Sulaku, opata jednoho kláštera, za svého patriarchu a poslali jej do Říma, kde měl unii s katolickou církví navázat. Počátkem roku 1553 jej římský papež Julius III. ustanovil jako patriarchu Šimona VIII. pro Chaldejce a 9. dubna 1553 jej vysvětil na biskupa v bazilice sv. Petra. Po jeho popravě r.1556 se však skupina okolo něho vrátila do své původní Asyrské církve Východu. Později byla unie s Římem obnovena. Během masakrů prováděných za první světové války osmanskou tureckou armádou(hlavně r.1918) zemřeli 4 biskupové, mnoho kněží a asi 70.000 věřících této církve. Začátek druhé války v Iráku znamenal odchod mnohých věřících chaldejské katolické církve do zahraničí, především do Sýrie.

## Současnost
I přes teror islamistických džihádistů počet věřících stoupá. Církev měla roku 2014 přes 536 tisíc věřících, roku 2016 už 640 820 a 2017 628 400. V USA je už 235 000 věřících (ve dvou eparchiích – 2015), ve Francii asi 18 000 a v Austrálii 35 000 (eparchie v Sydney). V Damašku žije asi 25 000 chaldejských katolíků a ve zbytku Sýrie dalších 14 000. Počet věřících této církve v Bagdádu klesl od vypuknutí války z asi 400 000 na cca 100 000, v celé metropolitní archieparchii Bagdád žilo roku 2014 170 000 a roku 2015 150 000 věřících – v roce 2017 žilo v celém Iráku přes 240 300 věřících. Přesto však celkový počet věřících celosvětově stoupá: 2010 – 490 370, 2015 – 602 060, 2016 – 640 830 a 2017 – 628 400. Roku 2017 měla: 20 biskupů, ve 172 farnostech působilo 133 diecézních a 15 řeholních kněží (148 celkem), 26 řeholníků-bratří, 242 řeholnic a 320 stálých jáhnů (z toho 174 v eparchii sv. Tomáše Apoštola v Detroitu v USA, 16 v eparchii sv. Petra Apoštola v San Diegu v USA, 106 v eparchii Mar Addaie v Torontu v Kanadě a 6 v eparchii sv. Tomáše Apoštola v Sydney v Austrálii (+Nový Zéland) – takže 302 z 320). V seminářích studovalo 53 seminaristů.
Církev je zastoupena především ve Francii, Gruzii, Indii, Iráku, Íránu, Izraeli, Jordánsku, Libanonu, palestinských autonomních územích, Sýrii, Turecku, USA a Austrálii. Je podřízena papeži katolické církve v Římě. Nejvyšší hlava církve je Babylonský patriarcha Chaldejců, který od roku 1950 sídlí v Bagdádu.

## Organizační struktura
Pokud není uvedeno jinak, ne-metropolitní archieparchie a samostatné eparchie jsou podřízeny přímo patriarchovi.

### Irák
- Chaldejská archieparchie Bagdád – metropolitní, vlastní eparchie chaldejského patriarchy babylónského (spravuje též Teritoriální chaldejský vikariát v Jeruzalémě a Chaldejský vikariát v Jordánsku) se sufragánními eparchiemi:
  - Chaldejská eparchie Alquoch
  - Chaldejská eparchie Akra
  - Chaldejská eparchie Dohuk
  - Chaldejská eparchie Zakú
- Chaldejská archieparchie Kirkúk – metropolitní bez sufragánních eparchií
- Chaldejská archieparchie Irbíl (Erbíl) – není metropolitní, od června 2014 zde také sídlí ve vnitřním exilu arcibiskup z Mosulu – VIZ rubrika Mosul zde na Wikipedii
- Chaldejská archieparchie Basra – není metropolitní
- Chaldejská archieparchie Mosul – není metropolitní, bezprostředně podřízená Svatému Stolci

### Írán
- Chaldejská archieparchie Teherán – metropolitní bez sufragánních eparchií
- Chaldejská archieparchie Urmíja – metropolitní se sufragánní eparchií:
  - Chaldejská eparchie Salmas – personálně spojená s metropolitní archieparchií
- Chaldejská archieparchie Ahváz – není metropolitní

### Turecko
- Chaldejská archieparchie Diyarbakır (Amida) – není metropolitní

### Sýrie
- Chaldejská eparchie Aleppo (Halab)

### Libanon
- Chaldejská eparchie Bejrút

### Egypt
- Chaldejská eparchie v Káhiře

### Kanada
- Chaldejská eparchie Mar Addaie v Torontu – bezprostředně podřízená Svatému Stolci

### Spojené státy americké
- Chaldejská eparchie svatého Petra Apoštola v San Diegu – bezprostředně podřízená Svatému Stolci
- Chaldejská eparchie svatého Tomáše Apoštola v Detroitu – bezprostředně podřízená Svatému Stolci

### AustrálieaNový Zéland
- Chaldejská katolická eparchie sv. Tomáše Apoštola v Sydney – bezprostředně podřízená Svatému Stolci

### Evropa
- Patriarchální chaldejský vikariát ve Francii
  - Kostel Panny Marie Chaldejské
- Patriarchální chaldejský vikariát v Rusku a Společenství nezávislých států